# 국립 양밍 자오퉁 대학
국립 양밍 자오퉁 대학 (중국어 정체자: 國立陽明交通大學, National Yang Ming Chiao Tung University, NYCU, 간칭 陽明交大)은 2021년 2월 1일 국립 양밍 대학과 국립 자오퉁 대학이 합병한 대만의 국립 대학이다. 현재 19 개 학교, 74 개 대학 / 대학 급 연구 센터, 1 개의 병원이 있다. 주요 캠퍼스는 타이베이시와 신죽시에 위치하고 있다. 본교은 대만 교육부의 고교심경계획 전형으로 글로벌 연계형 계획에 참여한 4개 대학 중 하나이다. 훌륭한 엔지니어와 사업가, 연구가, 의사 등을 배출하는 대만의 최고 명문 대학교 중 한 곳이다.

## 역사
이 대학은 국립 양밍 대학와 국립 자오퉁 대학의 합병으로 2021년 2월 1일에 설립되었다.